# World RX de Argentina 2015
El World RX de Argentina 2015, oficialmente Total Rallycross of Argentina fue la decimotercera y última prueba de la Temporada 2015 del Campeonato Mundial de Rallycross. Se celebró del 28 al 29 de noviembre de 2015 en el Autódromo de Rosario ubicado en la ciudad de Rosario, Provincia de Santa Fe, Argentina. 
La prueba fue ganada por Robin Larsson quien consiguió su primera victoria de la temporada a bordo de su Audi A1, Mattias Ekström término en segundo lugar en su Audi S1 y Petter Solberg finalizó tercero con su Citroën DS3.
Al clasificarse a semifinales, Petter Solberg aseguró su segundo título consecutivo siendo el primer piloto en consagrarse bicampeón de la categoría.

## Supercar

### Series
| Pos.            | No. | Piloto               | Equipo                       | Auto            | H1  | H2  | H3  | Pts |
| --------------- | --- | -------------------- | ---------------------------- | --------------- | --- | --- | --- | --- |
| 1               | 13  | Andreas Bakkerud     | Olsbergs MSE                 | Ford Fiesta ST  | 1º  | 2   | 4º  | 16  |
| 2               | 21  | Timmy Hansen         | Team Peugeot-Hansen          | Peugeot 208     | 13º | 1º  | 1º  | 15  |
| 3               | 4   | Robin Larsson        | Larsson Jernberg Racing Team | Audi A1         | 3º  | 3º  | 9º  | 14  |
| 4               | 1   | Petter Solberg       | SDRX                         | Citroën DS3     | 4º  | 12º | 2º  | 13  |
| 5               | 10  | Mattias Ekström      | EKS RX                       | Audi S1         | 8º  | 5º  | 11º | 12  |
| 6               | 199 | Jānis Baumanis       | World RX Team Austria        | Ford Fiesta     | 12º | 8º  | 6º  | 11  |
| 7               | 98  | Kevin Hansen         | Olsbergs MSE                 | Ford Fiesta ST  | 9º  | 10º | 7º  | 10  |
| 8               | 17  | Davy Jeanney         | Team Peugeot-Hansen          | Peugeot 208     | 2º  | 9º  | 18º | 9   |
| 9               | 52  | Ole Christian Veiby  | Volkswagen Team Sweden       | Volkswagen Polo | 19º | 6º  | 3º  | 8   |
| 10              | 92  | Anton Marklund       | EKS RX                       | Audi S1         | 6º  | 7º  | 15º | 7   |
| 11              | 57  | Toomas Heikkinen     | Marklund Motorsport          | Volkswagen Polo | 14º | 4º  | 12º | 6   |
| 12              | 7   | Manfred Stohl        | World RX Team Austria        | Ford Fiesta     | 5º  | 18º | 8º  | 5   |
| 13              | 3   | Johan Kristoffersson | Volkswagen Team Sweden       | Volkswagen Polo | 10º | 11º | 13º | 4   |
| 14              | 15  | Reinis Nitišs        | Olsbergs MSE                 | Ford Fiesta ST  | 7º  | 13º | 17º | 3   |
| 15              | 33  | Liam Doran           | SDRX                         | Citroën DS3     | 16º | 17º | 5º  | 2   |
| 16              | 100 | Thomas Bryntesson    | Marklund Motorsport          | Volkswagen Polo | 15º | 15º | 10º | 1   |
| 17              | 42  | Timur Timerzyanov    | Namus OMSE                   | Ford Fiesta ST  | 11º | 14º | 16º |     |
| 18              | 77  | René Münnich         | Münnich Motorsport           | Audi S3         | 17º | 16º | 14º |     |
| 19              | 110 | Gianni Morbidelli    | Münnich Motorsport           | Audi S3         | 18º | DNS | DNS |     |
| Reporte Oficial |     |                      |                              |                 |     |     |     |     |

- El Heat 4 fue cancelado por razones de seguridad.[4]

### Semifinales
Semifinal 1
| Pos.            | No. | Piloto               | Equipo                       | Tiempo     | Pts |
| --------------- | --- | -------------------- | ---------------------------- | ---------- | --- |
| 1               | 4   | Robin Larsson        | Larsson Jernberg Racing Team | 3:57.133   | 6   |
| 2               | 10  | Mattias Ekström      | EKS RX                       | +3.277     | 5   |
| 3               | 98  | Kevin Hansen         | Olsbergs MSE                 | +4.865     | 4   |
| 4               | 57  | Toomas Heikkinen     | Marklund Motorsport          | +8.399     | 3   |
| 5               | 3   | Johan Kristoffersson | Volkswagen Team Sweden       | +a Vuelta  | 2   |
| 6               | 13  | Andreas Bakkerud     | Olsbergs MSE                 | +5 Vueltas | 1   |
| Reporte Oficial |     |                      |                              |            |     |

Semifinal 2
| Pos.            | No. | Piloto         | Equipo                | Tiempo     | Pts |
| --------------- | --- | -------------- | --------------------- | ---------- | --- |
| 1               | 21  | Timmy Hansen   | Team Peugeot-Hansen   | 4:03.510   | 6   |
| 2               | 1   | Petter Solberg | SDRX                  | +2.018     | 5   |
| 3               | 199 | Jānis Baumanis | World RX Team Austria | +4.221     | 4   |
| 4               | 17  | Davy Jeanney   | Team Peugeot-Hansen   | +5.462     | 3   |
| 5               | 7   | Manfred Stohl  | World RX Team Austria | +6.827     | 2   |
| 6               | 92  | Anton Marklund | EKS RX                | +2 Vueltas | 1   |
| Reporte Oficial |     |                |                       |            |     |

### Final
| Pos.            | No. | Piloto          | Equipo                       | Tiempo     | Pts |
| --------------- | --- | --------------- | ---------------------------- | ---------- | --- |
| 1               | 4   | Robin Larsson   | Larsson Jernberg Racing Team | 4:16.346   | 8   |
| 2               | 10  | Mattias Ekström | EKS RX                       | +0.453     | 5   |
| 3               | 1   | Petter Solberg  | SDRX                         | +5.241     | 4   |
| 4               | 199 | Jānis Baumanis  | World RX Team Austria        | +6.696     | 3   |
| 5               | 98  | Kevin Hansen    | Olsbergs MSE                 | +3 Vueltas | 2   |
| 6               | 21  | Timmy Hansen    | Team Peugeot-Hansen          | +3 Vueltas | 1   |
| Reporte Oficial |     |                 |                              |            |     |

## Campeonato tras la prueba
Estadísticas Supercar
| Pos. | Driver               | Points |
| ---- | -------------------- | ------ |
| 1    | Petter Solberg       | 301    |
| 2    | Timmy Hansen         | 275    |
| 3    | Johan Kristoffersson | 234    |
| 4    | Andreas Bakkerud     | 232    |
| 5    | Davy Jeanney         | 201    |
| 5    | Mattias Ekström      | 201    |

- Nota: Sólo se incluyen las cinco posiciones principales.